# 阿什蘭 (蒙大拿州)
阿什蘭（英語：Ashland）是位於美國蒙大拿州羅斯布德縣的普查規定居民點。

## 歷史
阿什蘭的郵局自1886年營運至今。

## 人口
根據2020年美國人口普查的數據，阿什蘭的面積為53.54平方千米，皆為陸地。當地共有人口773人，而人口密度為每平方千米14.44人。